# Středočeský krajský přebor 1998/1999
Přebor Středočeského kraje (jednu ze skupin 5. fotbalové ligy) hrálo v sezóně 1998/1999 16 klubů. Vítězem se stalo mužstvo SK Viktoria Sibřina.

## Systém soutěže
Kluby se střetly v soutěži každý s každým dvoukolovým systémem podzim–jaro, hrály tedy 30 kol.

## Výsledná tabulka
| Poř. | Tým                                 | Z  | V  | R  | P  | VG | OG | B  |
| ---- | ----------------------------------- | -- | -- | -- | -- | -- | -- | -- |
| 1.   | SK Viktoria Sibřina                 | 30 | 21 | 3  | 6  | 93 | 47 | 66 |
| 2.   | TJ Tatran Sedlčany                  | 30 | 20 | 5  | 5  | 80 | 43 | 65 |
| 3.   | FK Jawa Metaz Týnec nad Sázavou     | 30 | 14 | 7  | 9  | 66 | 45 | 49 |
| 4.   | AFK Poděbrady                       | 30 | 13 | 7  | 10 | 60 | 46 | 46 |
| 5.   | FK Dobřejovice                      | 30 | 13 | 6  | 11 | 65 | 58 | 45 |
| 6.   | AFK Kolín                           | 30 | 11 | 8  | 11 | 40 | 48 | 41 |
| 7.   | SK Černolice                        | 30 | 11 | 8  | 11 | 65 | 76 | 41 |
| 8.   | FC Horky nad Jizerou                | 30 | 11 | 8  | 11 | 41 | 53 | 41 |
| 9.   | SK Pyšely                           | 30 | 11 | 7  | 12 | 54 | 42 | 40 |
| 10.  | Králodvorská cementárna Beroun      | 30 | 10 | 8  | 12 | 41 | 48 | 38 |
| 11.  | SK Sparta Kutná Hora                | 30 | 9  | 10 | 11 | 38 | 50 | 37 |
| 12.  | MFK Dobříš                          | 30 | 10 | 6  | 14 | 39 | 48 | 36 |
| 13.  | FC Vlašim                           | 30 | 9  | 8  | 13 | 50 | 46 | 35 |
| 14.  | SK Slaný                            | 30 | 9  | 6  | 15 | 37 | 55 | 33 |
| 15.  | SK Kopaná Karbo Benátky nad Jizerou | 30 | 8  | 6  | 16 | 41 | 66 | 30 |
| 16.  | Mnichovohradišťský SK               | 30 | 6  | 5  | 19 | 33 | 72 | 23 |

Poznámky:
- Z = Odehrané zápasy; V = Vítězství; R = Remízy; P = Prohry; VG = Vstřelené góly; OG = Obdržené góly; B = Body

|  | Postup do příslušné Divize (A, B nebo C) |
|  | Sestup do příslušné I. A třídy           |